# Шкильтер, Карл Юрьевич
Карл Юрьевич Шкильтер (1891, Вольмарский уезд, Лифляндская губерния — ?) — советский журналист, редактор новосибирской газеты Sibīrijas Cīņa.

## Биография
Родился в 1891 году в Вольмарском уезде Лифляндской губернии. Происходил из рабочей среды. В 1918 году вступил в РКП(б). Прошёл два курса в КУНМЗе имени Ю. Мархлевского.
В колчаковское время — участник подпольной деятельности во Владивостоке.
С 24 июня 1924 года трудился в Новониколаевске, занимал должность редактора газеты Sibīrijas Cīņa («Борба Сибири»), которая выходила на латышском языке. Сумел повысить интерес к этому изданию, увеличив его разовый тираж с 1200 до 1500 единиц.
С 1925 года был инструктором латышской секции Сибкрайкома ВКП(б). В сентябре 1926 года отправлен на работу под управление ЦК ВКП(б). Последующий период жизни неизвестен.